# 축합 반응
축합 반응(縮合反應, 영어: condensation reaction)은 보통 평형 상태에서 부가 생성물 및 물 분자(따라서 축합이라고 명명됨)를 생성하기 위해 단계적으로 진행되는 전형적인 유기 첨가 반응의 한 종류이다. 축합 반응은 분자의 작용기를 포함할 수 있고, 물 대신에 암모니아, 에탄올, 아세트산과 같은 작은 분자를 형성할 수도 있다. 이것은 산성 또는 염기성 조건이나 촉매의 존재 하에서 일어날 수 있는 다양한 반응들이다. 이러한 종류의 반응은 아미노산들 간의 펩타이드 결합의 형성 및 지방산의 생합성에 필수적이기 때문에 생명의 필수적인 부분이다.
|  |

많은 종류의 축합 반응들이 존재하며, 일반적인 예로는 알돌 축합, 클라이젠 축합, 크뇌페나겔 축합, 디크만 축합(분자 내 클라이젠 축합)이 있다.

## 같이 보기
- 동화작용
- 가수분해: 축합 반응의 반대
- 축합형 타닌